# Lúcia Lobato
Pour les articles homonymes, voir Lobato.
Lúcia Maria Brandão Freitas Lobato (née le 7 novembre 1965) est une femme politique timoraise et ancienne ministre de la Justice du pays. Elle est membre du Parlement national où elle représente le Parti social-démocrate. 

## Biographie

### Enfance et éducation
Lobato naît à Liquiçá le 7 novembre 1965. Elle est avocate. Elle vit à Dili.
Lúcia Lobato est cousine cadette de Nicolau dos Reis Lobato et de Rogério Lobato, figures marquantes de la résistance et de la politique timoraise de la période coloniale à l'indépendance.

### Carrière
Elle est élue à l'Assemblée constituante lors des élections législatives d'août 2001, commençant à ce poste le 15 septembre 2001.
Lobato est la seule femme candidate à l'élection présidentielle d'avril 2007,. Elle obtient la cinquième place et 8,86% des suffrages. 
Lors des élections législatives de juin 2007, Lobato est réélue au Parlement en tant que troisième nom sur la liste commune des candidats du Parti Social-démocrate et de l'Association sociale-démocrate timoraise (ASDT).
Dans le IVe gouvernement constitutionnel du Timor oriental du Premier ministre Xanana Gusmão, assermenté le 8 août 2007, elle est nommée ministre de la Justice.

### Corruption
En juin 2009, son mari et elle sont accusés de falsification de documents. Elle affirme être victime de persécution politique, tandis que son mari, Americo Lopes, voit son bureau fouillé par les autorités.
Le 22 juin 2010, elle est suspectée d'avoir joué un rôle dans la libération de Maternus Bere, ancien leader paramilitaire. Elle affirme l'avoir en effet fait libérer pour l'extrader vers l'Indonésie, mais dit qu'il s'agit d'une décision prise par José Ramos-Horta et qu'il est injuste qu'elle soit la seule à en subir les conséquences.
Le 4 septembre 2011, elle est accusée de corruption au cours de son mandat de ministre et arrêtée ; elle aurait signé un faux projet gouvernemental, qui coûte 97 350 dollars, avec un faux contrat d'achat d'uniformes pour des prisonniers, et aurait accordé des contrats à son mari,. Quinze autres officiels sont également suspects dans l'affaire, dont le ministre de l'administration Arcangelo Leite. Quand l'affaire est révélée par des journaux timorais, elle leur intente des procès en diffamation. En mars 2012, elle perd son immunité ministérielle à la suite d'un vote du Parlement. Son cas est présidé par le Premier Ministre Xanana Gusmão, puisqu'elle ne doit pas gérer son propre procès.
Des juges portugais sont mis à disposition de la justice du Timor oriental jusqu'au 20 novembre 2013. Trois d'entre eux jugent son affaire. Ils sont accusés de manquements lors du processus ; l'enquête est classée sans suite pour un des juges et donne lieu à des procédures disciplinaires pour les deux autres.
Le 8 juin 2012, elle est condamnée à de la prison - trois ans et demi selon certaines sources et cinq ans selon d'autres. Elle fait appel, malgré une première déclaration disant qu'elle suivra le verdict, mais la Cour d'appel la condamne à cinq ans en prison, confirmant les motifs de corruption et d'abus de pouvoir.
Elle saisit la Cour européenne des droits de l'homme, allégeant que la procédure était inéquitable. Sa demande se base sur le fait que des ressortissants portugais ayant participé au jugement, la magistrature portugaise est impliquée dans le cas. La Cour juge cette thèse irrecevable.